# Sven Tumba
Sven Tumba, eredetileg: Sven Olof Gunnar Johansson (Stockholm, 1931. augusztus 27. – Stockholm, 2011. október 1.) világbajnok, olimpiai ezüst- és bronzérmes svéd jégkorongozó. Az 1950-es és az 1960-as évek kiemelkedő svéd játékosa. Labdarúgásban és golfban is szerepelt a svéd válogatottban. Johansson Tumbaként vált ismertté az 1950-es évek óta, mivel számos játékos is viselte eredeti vezetéknevét. A Tumba nevet arról a svéd városról kapta, melyben felnevelkedett. 1965-ben hivatalosan is felvette a Tumba nevet. A jégkorongtól való visszavonulása után golfjátékos lett. Másodunokahúga volt Amanda Ilestedt női válogatott labdarúgó.

## Pályafutása

### Jégkorongozóként
Tumba a svéd Djurgårdens IF csapatában szerepelt 1950-től 1966-ig. Nyolcszor nyerte meg a svéd bajnokságot és három alkalommal volt a liga leggólerősebb játékosa. Hosszú játékos-pályafutása alatt 14 világbajnokságon és 4 téli olimpián szerepelt. Az 1957-es és az 1962-es vb-n a legjobb csatárnak választották. Az 1964. évi téli olimpiai játékokon a legeredményesebb játékos lett. A nemzeti csapat kapitánya volt, klubcsapata visszavonultatta 5-ös mezszámát.
Tumba a 245 mérkőzésen szerzett 186 góljával jelenleg is a leggólerősebb játékos a svéd válogatott történetében. 1997-ben beválasztották a Nemzetközi Jégkorongszövetség hírességei közé. 1999-ben minden idők legjobb svéd játékosának választották.
Tumba az első európai játékos volt, aki részt vett egy NHL-csapat edzőtáborában (1957, Boston Bruins).

### Labdarúgóként
Az 1950-es években a Djurgårdens IF játékosa volt. 1956-ban egy alkalommal szerepelt a svéd válogatottban. 1959-ben svéd bajnok lett.

### Golfozóként
Sikeres jégkorongozó és labdarúgó pályafutása után golfjátékos és golfpályatervező volt. A svéd golfszövetség 100 éves évfordulóján a játék svédországi történetének legbefolyásosabb személyének nevezték. A sportág nagyköveteként 1988-ban hivatalosan bemutatta a játékot az egykori Szovjetunióban.